# Kadri
Kadri ist ein weiblicher und ein männlicher Vorname sowie ein Familienname.

## Herkunft und Bedeutung
Kadri ist als weiblicher Vorname die estnische Form von Katharina; als männlicher Vorname ist Kadri arabischer Herkunft mit der Bedeutung „Wert“ und kommt u. a. in der Türkei und auf dem Balkan vor. Die weibliche Form des türkischen Vornamens ist Kadriye.

## Namensträger

### Osmanische Zeit
- Müfide Kadri (1890–1912), osmanische Malerin

### Weiblicher Vorname
- Kadri Hinrikus (* 1970), estnische Journalistin und Kinderbuchautorin
- Kadri Kõusaar (* 1980), estnische Schriftstellerin, Filmregisseurin und Journalistin
- Kadri Lehtla (* 1985), estnische Biathletin und Skilangläuferin
- Kadri Simson (* 1977), estnische Politikerin
- Kadri Voorand (* 1986), estnische Musikerin

### Männlicher Vorname
- Eyüp Kadri Ataoğlu (* 1987), türkischer Fußballspieler
- Kadri Aytaç (1931–2003), türkischer Fußballspieler und -trainer
- Kadri Cemilpascha (1891–1973), kurdischer Politiker
- Kadri Göktulga (1904–1973), türkischer Fußballspieler und -funktionär
- Kadri Gopalnath (1949–2019), indischer Saxophonist
- Kadri Hazbiu (1922–1983), albanischer Politiker
- Kadri Muhiddin (* 1956), britischer Unternehmer
- Kadri Ögelman (1906–1986), türkischer Schauspieler, Kabarettist, Filmproduzent und Filmregisseur
- Kadri Ecvet Tezcan (* 1949), türkischer Diplomat
- Kadri Veseli (* 1967), kosovarischer Politiker

### Familienname
- Blel Kadri (* 1986), französischer Radrennfahrer
- Ilham Kadri (* 1969), französisch-marokkanische Managerin und Unternehmerin
- Jalel Kadri (* 1971), tunesischer Fußballtrainer
- Nasrin Kadri (* 1986), israelische Sängerin, Musikerin und Liedtexterin
- Nazem Kadri (* 1990), kanadischer Eishockeyspieler
- Yakup Kadri Karaosmanoğlu (1889–1974), türkischer Politiker und Schriftsteller